# ぱっつん

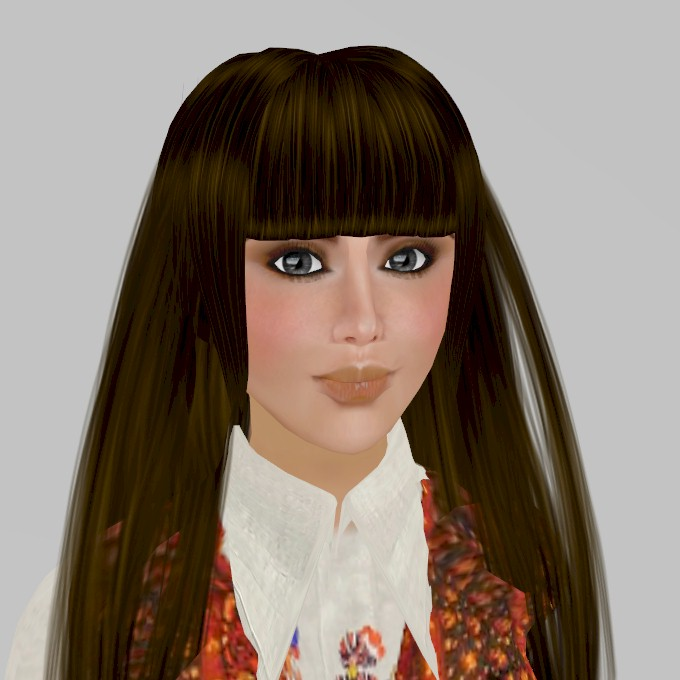
ぱっつんの一例。

ぱっつんとは、前髪を水平に一直線、もしくはそれに近い緩やかなアーチ状に切り揃えた状態の髪型を指す俗称である。「前髪ぱっつん」とも言う。

## 概要
- 切り揃える位置や形状には流行がある。
- 2007年から2008年頃、主に若い女性（女子中高生）の間で、前髪を目の上ぎりぎりとするぱっつんが流行[要出典]。